# 瑪麗亞·多羅特亞 (葡萄牙)
瑪麗亞·多羅特亞（葡萄牙語：Maria Doroteia，1739年9月21日—1771年1月14日），葡萄牙國王若澤一世的第三女。